# Julie Caitlin Brown
Julie Caitlin Brown (n. 27 ianuarie, 1961) este o actriță și cântăreață americană, cunoscută mai ales pentru rolul Na'Toth interpretat în primul sezon al serialului de televiziune science-fiction Babylon 5.

## Filmografie (selecție)
- 1989: Roxanne: The Prize Pulitzer, film TV
- 1990: Miami Blues, serial TV, un episod
- 1993: Star Trek: Deep Space Nine, serial TV, un episod
- 1993: Star Trek: The Next Generation, serial TV, 2 episoade
- 1994–1998: Babylon 5, serial TV, 7 episoade
- 1995: Renegade, serial TV, un episod
- 1996/2000: JAG, serial TV, 2 episoade
- 1997: Baywatch Nights, serial TV, un episod
- 1999: Beverly Hills, 90210, serial TV, un episod
- 1999: Becker, serial TV, un episod
- 1999: Sliders, serial TV, un episod
- 2010: All About Evil